# Nippo-Vini Fantini/2016
Deze pagina geeft een overzicht van de Nippo-Vini Fantini-wielerploeg in 2016.

## Algemeen
Algemeen manager: Francesco Pelosi
Ploegleiders: Stefano Giuliani, Hiroshi Daimon, Mario Manzoni, Shinichi Fukushima
Fietsmerk: De Rosa
Kopman: Damiano Cunego

## Transfers
| Inkomend           | Team 2015                   | Uitgaand            | Team 2016         |
| ------------------ | --------------------------- | ------------------- | ----------------- |
| Grega Bole         | CCC Sprandi Polkowice       | Shiki Kuroeda       | Aisan Racing Team |
| Gianfranco Zilioli | Androni Giocattoli-Sidermec | Alessandro Malaguti | Unieuro Wilier    |
| Kazushige Kuboki   | Team Ukyo                   | Mattia Pozzo        | Gestopt           |
| Yuma Koishi        | CCT p/b Champion System     | Didier Chaparro     | Onbekend          |

## Renners
| Naam                 | Geboortedatum | Nationaliteit | Ploeg 2015                  |
| -------------------- | ------------- | ------------- | --------------------------- |
| Giacomo Berlato      | 05-05-1992    | Italië        |                             |
| Alessandro Bisolti   | 07-03-1985    | Italië        |                             |
| Grega Bole           | 13-08-1985    | Slovenië      | CCC Sprandi Polkowice       |
| Daniele Colli        | 19-04-1982    | Italië        |                             |
| Damiano Cunego       | 19-09-1981    | Italië        |                             |
| Pierpaolo De Negri   | 05-06-1986    | Italië        |                             |
| Iuri Filosi          | 17-01-1992    | Italië        |                             |
| Eduard-Michael Grosu | 04-09-1992    | Roemenië      |                             |
| Manabu Ishibashi     | 30-11-1992    | Japan         |                             |
| Yuma Koishi          | 15-09-1993    | Japan         | CCT p/b Champion System     |
| Kazushige Kuboki     | 06-06-1989    | Japan         | Team Ukyo                   |
| Nicolas Marini       | 29-07-1993    | Italië        |                             |
| Antonio Nibali       | 23-09-1992    | Italië        |                             |
| Riccardo Stacchiotti | 08-11-1991    | Italië        |                             |
| Antonio Viola        | 21-09-1990    | Italië        |                             |
| Genki Yamamoto       | 19-11-1991    | Japan         |                             |
| Gianfranco Zilioli   | 05-03-1990    | Italië        | Androni Giocattoli-Sidermec |

## Overwinningen
Grote Prijs van de Etruskische Kust
Winnaar: Grega Bole
Ronde van Korea
Eindklassement: Grega Bole
Ronde van het Qinghaimeer
8e etappe: Nicolas Marini
Ronde van Hokkaido
2e etappe: Pierpaolo De Negri
Ronde van China I
6e etappe: Nicolas Marini
Ronde van het Taihu-meer
4e etappe: Nicolas Marini
5e etappe: Eduard-Michael Grosu
2008 · 2009 · 2010 · 2011 · 2012 · 2013 · 2014 · 2015 · 2016